# Diocesi di Barrancabermeja
La diocesi di Barrancabermeja (in latino: Dioecesis Barrancabermeiensis) è una sede della Chiesa cattolica in Colombia suffraganea dell'arcidiocesi di Bucaramanga. Nel 2022 contava 481.000 battezzati su 669.000 abitanti. È retta dal vescovo Ovidio Giraldo Velásquez.

## Territorio
La diocesi comprende 13 comuni di 2 dipartimenti colombiani:
- i comuni di Puerto Berrío, Puerto Nare e Yondó nel dipartimento di Antioquia;
- comuni di Barrancabermeja, Betulia, Bolívar, Cimitarra, El Carmen de Chucurí, Puerto Parra, Puerto Wilches, Sabana de Torres, San Vicente de Chucurí e Simacota nel dipartimento di Santander.

Sede vescovile è la città di Barrancabermeja, dove si trova la cattedrale dell'Immacolata Concezione di Maria Vergine.
Il territorio si estende su una superficie di 15.000 km² ed è suddiviso in 34 parrocchie.

## Storia
Il territorio dell'odierna diocesi fu evangelizzato a partire dalla fine dell'Ottocento dai gesuiti, che dettero avvio alla misión del río Magdalena. Fu il superiore della missione, padre Efraín Fernández, a proporre fin dal 1923 l'erezione di una prefettura apostolica per facilitare il lavoro missionario.
La prefettura apostolica di Río Magdalena fu eretta il 2 aprile 1928 con la bolla Dominici gregis regiminis di papa Pio XI, ricavandone il territorio dalle diocesi di Nueva Pamplona (oggi arcidiocesi), di Socorro e San Gil e di Santa Marta. Sede della prefettura era la città di Puerto Wilches.
Il 18 aprile 1950 per effetto della bolla Apostolicis sub plumbo di papa Pio XII la prefettura apostolica fu elevata a vicariato apostolico e assunse il nome di vicariato apostolico di Barrancabermeja.
Il 26 ottobre 1962 cedette una porzione del suo territorio a vantaggio dell'erezione della diocesi di Ocaña.
Il 27 ottobre 1962 il vicariato apostolico è stato nuovamente elevato a diocesi con la bolla Divina Christi verba di papa Giovanni XXIII, suffraganea dell'arcidiocesi di Nueva Pamplona. Contestualmente il suo territorio si è ingrandito, grazie a cessioni da parte delle vicine sedi di Socorro e San Gil, di Tunja, di Santa Rosa de Osos, di Medellín e di Sonsón.
Il 19 agosto 1963, con la lettera apostolica Qui fuit Columbianae terrae, papa Paolo VI ha proclamato San Pietro Claver patrono principale della diocesi.
Il 14 dicembre 1974 è entrata a far parte della provincia ecclesiastica dell'arcidiocesi di Bucaramanga.
Il 29 marzo 1984 e il 18 giugno 1988 ha ceduto altre porzioni di territorio a vantaggio dell'erezione rispettivamente della diocesi di La Dorada-Guaduas e della diocesi di Girardota.

## Cronotassi dei vescovi
Si omettono i periodi di sede vacante non superiori ai 2 anni o non storicamente accertati.
- Carlos Hilario Currea, S.I. † (8 gennaio 1929 - 1932 dimesso)
- Rafael Toro, S.I. † (20 febbraio 1932 - 20 maggio 1947 dimesso)
- Bernardo Arango Henao, S.I. † (28 novembre 1947 - 23 dicembre 1983 ritirato)
- Juan Francisco Sarasti Jaramillo, C.I.M. † (23 dicembre 1983 - 25 marzo 1993 nominato arcivescovo di Ibagué)
- Jaime Prieto Amaya † (11 novembre 1993 - 1º dicembre 2008 nominato vescovo di Cúcuta)
- Camilo Fernando Castrellón Pizano, S.D.B. (2 dicembre 2009 - 29 maggio 2020 ritirato)
- Ovidio Giraldo Velásquez, dal 29 maggio 2020

## Statistiche
La diocesi nel 2022 su una popolazione di 669.000 persone contava 481.000 battezzati, corrispondenti al 71,9% del totale.
| anno | popolazione | popolazione | popolazione | presbiteri | presbiteri | presbiteri | presbiteri                | diaconi | religiosi | religiosi | parrocchie |
| anno | battezzati  | totale      | %           | numero     | secolari   | regolari   | battezzati per presbitero | diaconi | uomini    | donne     | parrocchie |
| ---- | ----------- | ----------- | ----------- | ---------- | ---------- | ---------- | ------------------------- | ------- | --------- | --------- | ---------- |
| 1950 | 68.000      | 68.000      | 100,0       | 12         |            | 12         | 5.666                     |         | 21        | 42        | 6          |
| 1966 | 291.000     | 294.000     | 99,0        | 47         | 31         | 16         | 6.191                     |         | 26        | 130       | 24         |
| 1970 | 317.000     | 321.000     | 98,8        | 46         | 34         | 12         | 6.891                     |         | 16        | 148       | 27         |
| 1976 | 360.000     | 371.000     | 97,0        | 46         | 35         | 11         | 7.826                     |         | 13        | 125       | 28         |
| 1980 | 396.000     | 409.000     | 96,8        | 43         | 33         | 10         | 9.209                     |         | 12        | 108       | 28         |
| 1990 | 385.000     | 444.000     | 86,7        | 42         | 31         | 11         | 9.166                     |         | 12        | 119       | 27         |
| 1999 | 410.000     | 525.000     | 78,1        | 55         | 41         | 14         | 7.454                     |         | 16        | 95        | 28         |
| 2000 | 380.000     | 520.000     | 73,1        | 57         | 44         | 13         | 6.666                     | 1       | 13        | 91        | 28         |
| 2001 | 390.000     | 530.000     | 73,6        | 62         | 48         | 14         | 6.290                     | 1       | 14        | 86        | 30         |
| 2002 | 380.000     | 530.000     | 71,7        | 57         | 43         | 14         | 6.666                     | 1       | 14        | 85        | 30         |
| 2003 | 350.000     | 530.000     | 66,0        | 57         | 47         | 10         | 6.140                     |         | 10        | 82        | 33         |
| 2004 | 320.000     | 540.000     | 59,3        | 60         | 50         | 10         | 5.333                     |         | 10        | 80        | 33         |
| 2006 | 386.000     | 539.000     | 71,6        | 65         | 53         | 12         | 5.938                     | 1       | 15        | 47        | 34         |
| 2012 | 420.000     | 584.000     | 71,9        | 66         | 56         | 10         | 6.363                     | 1       | 10        | 39        | 34         |
| 2015 | 435.000     | 605.000     | 71,9        | 70         | 56         | 14         | 6.214                     | 1       | 15        | 28        | 34         |
| 2018 | 449.875     | 625.690     | 71,9        | 82         | 70         | 12         | 5.486                     |         | 12        | 26        | 29         |
| 2020 | 465.500     | 647.400     | 71,9        | 78         | 67         | 11         | 5.967                     |         | 11        | 14        | 34         |
| 2022 | 481.000     | 669.000     | 71,9        | 71         | 67         | 4          | 6.774                     |         | 4         | 8         | 34         |